# Abetarda-do-karoo
Sisão-do-karoo, abetarda-do-carru ou abetarda-do-karoo (Eupodotis vigorsii) é uma espécie de ave da família Otididae.
Pode ser encontrada nos seguintes países: Lesoto, Namíbia e África do Sul.